# Хелиофобија
Хелиофобија (од старогрчког ηλιος „сунце“ + грчког φοβια ← старогрчког φοβος „страх“) - је појам који означава:
- Опсесивни страх од сунца и сунчеве светлости.
- Сваки страх од инсолације другог порекла са хипохондријом, делиријумом итд.[1]

## Узроци
Хелиофобија се може развити из других менталних поремећаја, као што су хипохондрија или нозофобија. Због медијског извештавања о случајевима рака коже, људи који болују од наведених болести почели су да избегавају сунце, игноришући информације о позитивним ефектима сунчевих зрака. Људи који болују од фотодерматитиса и порфирије избегавају сунце јер се плаше испољавања симптома болести. Постоји легенда да је Влад Цепеш, познат као прототип грофа Дракуле, патио од недостатка гвожђа. Пацијентима са порфиријом није контраиндиковано излагање сунцу у ограниченим количинама, али због могућности неестетских симптома или болова радије избегавају сунчеву светлост у потпуности. Један од симптома кератоконуса (дегенеративне болести ока) је фотофобија. Они који више воле ноћни начин живота, не пате од хелиофобије, али су у опасности. Избегавање контакта са сунцем из медицинских разлога није хелиофобија у пуном смислу.

## Симптоми
Главни симптом страха од светлости је изразит и стално настајајући страх од излагања сунцу и изражено избегавање излагања сунцу. Када је приморан да наиђе на објекат страха, примећује се комплекс симптома (и вегетативних и повезаних са менталним стањем).
Секундарни симптоми и знаци фобије укључују:
- бледа кожа (због недостатка витамина Д);
- хиперхидроза;
- повећана нервоза и раздражљивост;
- општа слабост;
- смањене перформансе;
- мршавост, недостатак мишићне масе;
- грчеви у мишићима.

Током напада панике примећује се следеће:
- аритмија и проблеми са дисањем;
- вртоглавица;
- мучнина;
- бол и пецкање на кожи (психосоматски симптом);
- жеља да се брзо сакрију од сунца.

У узнапредовалим стадијумима фобије или при дужем излагању сунцу могући су несвестица и срчани удар. Током напада панике, особа има неодговарајуће реакције: може вриштати, плакати, одгурнути људе, покушавајући да се сакрије у сенци или у затвореном простору. Још једна разлика између хелиофоба је њихов изглед. Особа се труди да носи што затворенију одећу, носи наочаре за сунце и шешир. Често постоји коморбидни поремећај спавања и будности: особа спава током дана, а ради и будна је ноћу. У настојању да додатно заштите своје животе, хелиофоби стварају сумрак у стану завесама на прозорима.

## Третман
Хелиофобима се прописују лекови који надокнађују недостатак калциферола. Ово помаже у спречавању компликација које се развијају као резултат хиповитаминозе. Да би се спречили проблеми у друштвеном животу који су последица хелиофобије, неопходно је да се подвргнете лечењу код психијатра. Отклањање проблема се врши постепеним навикавањем на појаву која плаши пацијента и постепеним уласком на дневну светлост. Психотерапијске методе:
- хипноза – пацијент се ставља у транс, а затим му се усађује идеја да разумно излагање сунцу не представља опасност за њега;
- когнитивна бихејвиорална психотерапија - у овом случају лекар идентификује болне ставове код особе, а затим их коригује помоћу техника подстицања. Као резултат тога, пацијент развија другачији, позитиван став према зрацима сунца и њиховом утицају на тело;
- поступак неуролингвистичког програмирања - овај метод се заснива на копирању модела понашања било које здраве особе, током којег пацијент почиње да се навикава на исправне реакције понашања;
- ауто-тренинг - процедуре самохипнозе са мислима да су сунце и његови зраци безбедни.

Лечење лековима се састоји од транквилизатора, бета-блокатора и антидепресива.